# Communauté de communes du Pays d'Olima et du Val d'Avière
La communauté de communes du Pays d'Olima et du Val d'Avière est une ancienne communauté de communes française, qui était située dans le département des Vosges et la région Lorraine.

## Histoire

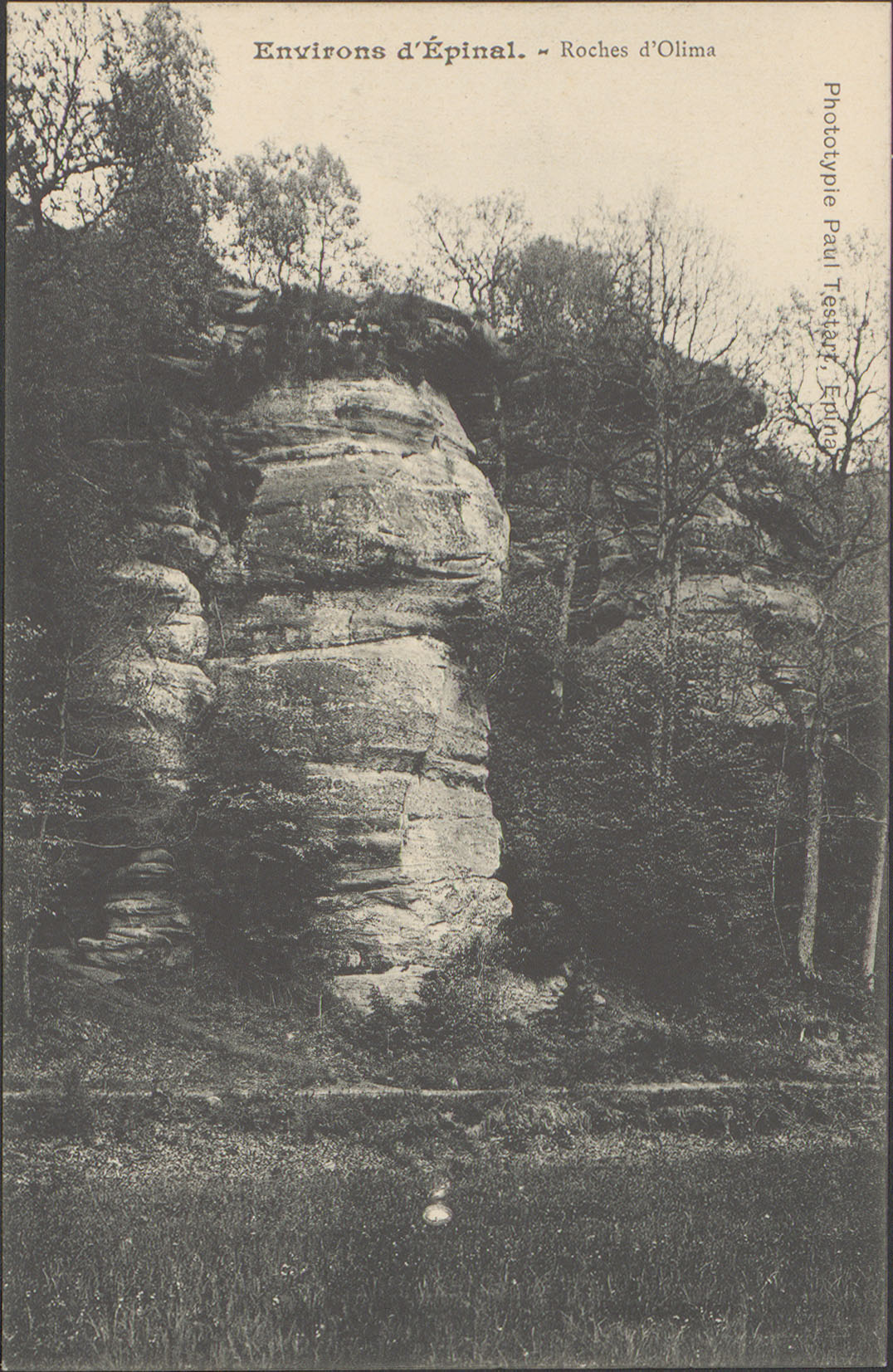
Roches d'Olima.

La Communauté de Communes du Pays d'Olima et du Val d'Avière est créée le 1er janvier 1998 par les quatre communes de Chantraine, Domèvre-sur-Avière, Les Forges et Sanchey.
Renauvoid rejoint la communauté en 1999, suivi par Chaumousey en 2004, puis par les cinq communes de Darnieulles, Dommartin-aux-Bois, Fomerey, Girancourt et Uxegney en 2005. La communauté de communes est alors composée de 11 communes.
Le 1er janvier 2013, elle fusionne avec 3 autres structures intercommunales ainsi que onze communes pour former la Communauté d'agglomération d'Épinal. La commune de Dommartin-aux-Bois, elle, rejoint la Communauté de communes du Secteur de Dompaire.

## Composition
Elle était composée de 11 communes :
- Les Forges (siège)
- Chantraine
- Chaumousey
- Darnieulles
- Domèvre-sur-Avière
- Dommartin-aux-Bois
- Fomerey
- Girancourt
- Renauvoid
- Sanchey
- Uxegney

## Administration
| Période                                  | Période          | Identité         | Étiquette | Qualité                           |
| ---------------------------------------- | ---------------- | ---------------- | --------- | --------------------------------- |
| Les données manquantes sont à compléter. |                  |                  |           |                                   |
|                                          | 31 décembre 2012 | Yannick Villemin |           | Maire de Girancourt (depuis 2001) |

## Loisirs

### Raid Olima
Chaque année se déroule dans cette communauté de communes le Raid Olima. Il s'agit d'un Raid Multisports créé il y a deux ans par une petite association de Chantraine, nommée RT2O (Raid Team Organisation Olima).
Lors de la première édition, en 2007, ce Raid multisports ouvert à tous, se déroulait sur une seule journée. Il y avait au programme du canoë, du VTT et de la course à pied.
En 2008, la course d'orientation et le tir à l'arc ont été ajoutés et l'épreuve s'est déroulée sur deux jours avec un lieu d'hébergement et de restauration commun à tous les Raideurs.
En 2009, l'organisation a prévu de faire une tyrolienne et de proposer deux parcours: un raid découverte et un raid XXI.